# Julio Gutiérrez Samanez
Julio Antonio Gutiérrez Samanez (Cuzco, 1955)  es ingeniero químico, artista plástico por la Escuela de Bellas Artes de Cusco, ceramista, escritor, investigador, político y científico peruano, Su labor como artista ha sido reconocida por instituciones nacionales e internacionales.

## Biografía
Julio Antonio Gutiérrez Samanez (Cusco 1955) ha popularizado su seudónimo de KUTIRY (“El que retorna del pasado con su bagaje cultural y artístico para revolucionar el futuro”, en idioma quechua), Desde muy joven se interesó por el arte, influenciado por su padre, Julio G. Gutiérrez Loayza, un destacado escritor, periodista, luchador social y pintor. También, se aficionó a las ciencias por influencia de su madre doña Consuelo Samanez Cáceres. Optó por estudiar Bellas Artes. Al concluir, ya estaba participando de la bohemia artística; su padre, muy preocupado, le dijo: “que no se dedicase al arte, pues el artista era bohemio, irresponsable y borracho, dejaba hogares y niños abandonados y moría joven”. Por eso ingresó a la carrera de ingeniería química en la Universidad Nacional de San Antonio Abad del Cusco, una profesión que le sería de gran utilidad, por su disciplina y metodología, para crear su propio taller de cerámica, preparar y formular sus propios materiales, construir máquinas y equipos. Le sirvió, además, para desarrollar su trabajo científico de más de cuarenta años de estudios: "El sistema periódico Binódico de los elementos químicos de Gutiérrez Samanez", que lo llevó a sintetizar el estudio de la Materia en un conjunto de funciones matemáticas que fueron presentadas en certámenes internacionales como: el 43 Congreso de la IUPAC, Puerto Rico, 2012; El Simposio de verano de la Sociedad Internacional de Filosofía de la Química, en Bogotá, 2012; la Tercera conferencia Internacional sobre la Tabla Periódica, en Cusco, 2012 (De la que fue el Coordinador local); la Cuarta Conferencia Internacional sobre la Tabla Periódica en San Petersburgo, Rusia, 2019 y se publicó como artículo científico en la revista internacional "Foundations of Chemistry, 2020".. 
En 1980, viajó como músico folclórico al X Festival de la Canción Política de Berlín oriental, donde conoció a grandes artistas como Mikis Teodorakis, Miriam Makeba, los hermanos Viglieti, los hermanos Parra, etc. Viajando por los grandes museos europeos en busca del arte clásico y moderno, se encontró con la cerámica milenaria Inca y pre inca. Retornó a continuar estudios de ingeniería química orientándolos a la tecnología cerámica. Continuó desarrollando su arte como ceramista en la Asociación de Artistas Plásticos y el Instituto Americano de Arte, entidad fundada en 1937 por el Amauta José Uriel García.  Julio Gutiérrez Samanez fue presidente en cuatro periodos y publicó su revista institucional. 
En 1986 se graduó de ingeniero químico con una tesis sobre cerámica: Fue Jefe de prácticas en su facultad de ingeniería química y en 1993 fue becado al Japón por SENATI, a estudiar: “Construcción de hornos y tecnología cerámica de alta temperatura”, al retornar transfirió esos conocimientos en varias regiones del país. Es miembro de la Academia Internacional de la Cerámica.. Es un cusqueñista dedicado a la cultura andina y a la investigación histórica de los ilustres personajes del Cusco del siglo XX.. 
En 1986, estudiando los teoremas del sabio geómetra cusqueño Eusebio Corazao (1850-1913), publicó su libro: “La Cuadratura del Círculo, sí es posible, con seis decimales de aproximación geométrica”, en el que inserta sus nuevos teoremas propios. Actualmente dirige la Escuela Taller Inca en el distrito de Santiago, provincia de Cusco.. 
Ganó diferentes premios, medallas y reconocimientos como el premio Tenerife al fomento y la investigación de la artesanía de España y América, 2006 y el premio Amauta de la artesanía peruana, 2016.
La mayor parte de sus trabajos de investigación, libros, ensayos y artículos, están publicados en blogs y webs especializadas como: The Internet Data base of Periodic Tables, Academia.edu; Google académico y en su página web: kutiry.com.
Es reconocido su video de realidad virtual, sobre la espiral de los elementos químicos en su sistema periódico binódico en Youtube.
Es casado con la Ingeniero químico Ana María Enciso Coronado y tiene un hijo, Adolfo Gutiérrez Enciso.

## Premios y reconocimientos
Como artista:
- Premio Internacional Tenerife al fomento y la Investigación de la Artesanía de España y América, 2006" Santa Cruz de Tenerife, Islas Canarias, España
- Premio "Khipukamayoq, 2008" de la Asociación Educativa KHIPU (2008)
- Medalla del Distrito de Santiago (2007)
- Medalla de Oro de la  Asociación de Artistas Plásticos del Cusco (2007)
- Premio "Medalla Joquín López Antay" Congreso de la República (2015)
- Premio "Personalidad meritoria de la Cultura" Ministerio de Cultura (2016)
- Premio "AMAUTA de la Artesanía Peruana" Ministrio de Comercio Exterior y Turismo (2016)
- Medalla de la Ciudad del Cusco (2017)

Como escritor:
- Primer premio en el concurso nacional: "Mi estadía en Japón, una lección de vida", de la Asociación Peruano-japonesa (Lima, 1999)